# سياميسي ألجيه أيتر

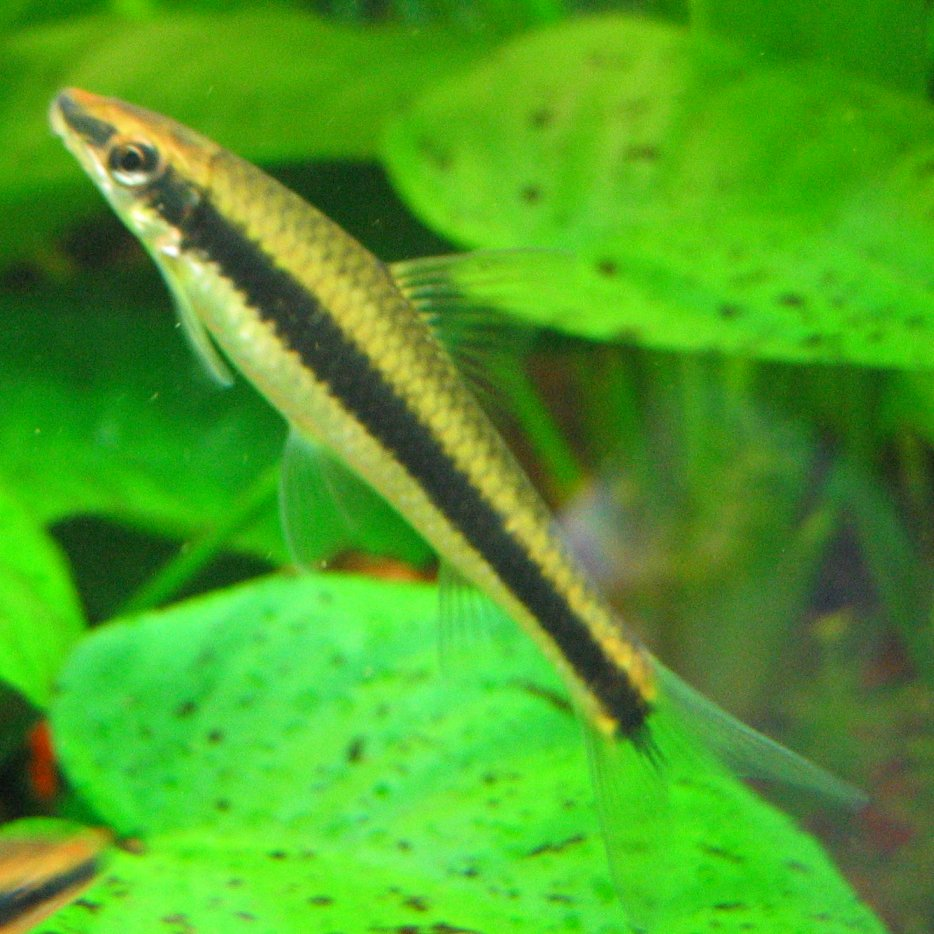

سياميسي ألجيه أيتر هي سمكة موطنها فلندا، الهند، وأندونيسيا، يصل حجمها إلى 10 سم. تأكل السمكة النباتات والحيوانات، تحتاج درجة حرارة من 24-26 مئوية، ودرجة حموضة من 6.5-7.5. سياميسي مسالمة، تفرخ بالبيوض، وتحتاج مستوى عناية متقدم. كما تقوم بتجاهل الأسماك الأخرى وتميل إلى البقاء وحدها. يجب أن يكون الحوض مزروع بكثافة بنباتات كبيرة الأوراق لتستريح عليها و لاكل الطحالب .لم يعرف بعد عن عادات التفريخ . تاكل الطحالب الموجودة في الحوض و يجب إطعامها بالرقائق والديدان المجففة و المجمدة والحبيبات وأطعمة أساسها الخضار.